# Joseph Morin (1854-1915)
Pour les articles homonymes, voir Joseph Morin et Morin.
Joseph Morin, né le 13 février 1854 et mort le 1er juin 1915, est un marchand, fermier et homme politique québécois.
Il représente la circonscription provinciale de Charlevoix à l'Assemblée législative du Québec de 1886 à 1897 et de 1900 à 1904 en tant que libéral.

## Biographie
Il est né à Baie-Saint-Paul, au Canada-Est, fils de Toussaint Morin et de Calixte Vandal. Il a fait ses études à l'Académie de Baie-Saint-Paul. Il a été représentant de Matthew Moddy & Son et de la Canada Life Company.
En 1878, il a épousé Georgianne Simard.
Il a été secrétaire-trésorier de la municipalité de Baie-Saint-Paul en 1879 et de la commission scolaire locale de 1879 à 1903. Il a également siégé au conseil du village de Baie-Saint-Paul.
Il a représenté la circonscription provinciale de Charlevoix à l'Assemblée législative du Québec de 1886 à 1897 et de 1900 à 1904 en tant que libéral.
Il fut gouverneur de la Prison de Québec de 1906 jusqu'à sa mort à Québec à l'âge de 61 ans.
Il est enterré à Baie-Saint-Paul.